# Beckumer Spielvereinigung
Maillots
Dernière mise à jour : 17 avril 2011.
Le Beckumer Spielvereinigung (souvent abrégé SpVgg Beckum ou BSV) est un club allemand de football localisé à Beckum, en Rhénanie du Nord/Westphalie.

## Histoire (football)
Le club naquit le 1er juillet 1929 d’une fusion entre le VfB 1910 Beckum et le SSV 1923 Beckum.
Le cercle resta relativement anonyme dans les séries inférieures jusqu’au terme de la Seconde Guerre mondiale. En 1945, le club fut dissous par les Alliés, comme tous les clubs et associations allemands (voir Directive n°23). Il fut rapidement reconstitué.
De 1949 à 1965, le SpVgg Beckum évolua au 3e niveau, dans une ligue appelée Landesliga Westfalen jusqu’en 1956, puis Verbandsliga Westfalen ensuite.
En 1957 et en 1959, le club fut champion de Westphalie. La première fois, il se classa en ordre utile derrière le VfL Benrath pour pouvoir accéder à la 2. Oberliga West, une ligue située à cette époque au 2e rang de la hiérarchie. Mais il refusa la possibilité de monter. Ce fut le vice-champion de Westphalie, le Sportfreunde Gladbeck qui fut repêché. Lors de son second titre, le cercle termina dernier du tour final.
Relégué en 1965, le SpVgg Beckum attendit jusqu’en 1970 pour retrouver la plus haute ligue amateur de Westphalie, la Verbadsliga Westfalen.
En 1978, le SpVgg Beckum fut qualifié pour être un des fondateurs de l’Oberliga Westfalen, une ligue créée au 3e étage de la pyramide du football allemand. Le club en fut relégué après une saison.
Le SpVgg Beckum retourna au 3e niveau en 1989. Cinq ans plus tard, le club gagna le droit de rester en Oberliga Westfalen qui devenait à ce moment une ligue de niveau 4, à la suite de l'instauration des Regionalligen, un étage plus haut.
En 1995, le SpVgg Beckum créa la sensation lors du premier tour de la DFB-Pokal 1995-1996 en éliminant le 1. FC Köln à la suite d'une séance de tirs au but. Le club fut sorti au tour suivant (3-2) par le SpVgg Unterhaching.
Le club resta au 4e niveau jusqu’en 2001 puis redescendit en Verbandsliga Westfalen.
En 2006, le club remporta le Groupe 9 de la Bezirksliga et monta en Landesliga.
En 2010, le Beckumer Spielvereinigung évolue en Landesliga Westfalen (Groupe Mitte), soit au 8e niveau de la hiérarchie de la DFB. Le club dispute la tête et espère monter en Bezirksliga.